# Petrova (Maramureș)
Pour les articles homonymes, voir Petrova.
Petrova (Petrowa en allemand, Петрова en ukrainien) est une commune roumaine du județ de Maramureș, dans la région historique de Transylvanie et dans la région de développement du Nord-Ouest.

## Géographie
La commune de Petrova, composée d'un seul village, est située dans le nord-est du județ, dans la vallée de la Vișeu, à 12 km de son confluent avec la Tisa, près de la frontière ukrainienne.
Baia Mare, la préfecture du județ se trouve à 100 km au sud-ouest et Sighetu Marmației, la capitale historique de la Marmatie à 35 km à l'ouest.
Le village est traversé par la route nationale DN18 qui relie le județ de Maramureș avec la Moldavie et le județ de Suceava et aussi par la voie ferrée Sighetu Marmației-Borșa.

## Histoire
La première mention écrite du village date de 1411.

## Démographie
En 1910, le village comptait 1 869 Roumains (44,2 % de la population totale), 1 376 Ukrainiens (32,5 %), 905 Allemands (21,4 %) et 64 Hongrois (1,5 %).
En 1930, on comptait 2 380 Roumains (55,7 %), 1 195 Ukrainiens et 651 Juifs (12,9 %) qui furent exterminés par les Nazis pendant la Shoah en mai 1944.
En 2002, 2 658 Roumains habitent Petrova (98,7 %).
| 1880  | 1900  | 1910  | 1930  | 1956  | 1977  | 1992  | 2002  | 2007  |
| ----- | ----- | ----- | ----- | ----- | ----- | ----- | ----- | ----- |
| 2 311 | 3 350 | 4 229 | 4 274 | 3 303 | 3 312 | 2 956 | 2 693 | 2 540 |

## Économie
L'économie de la commune est basée sur l'agriculture, l'élevage (2 351 ha de terres agricoles) et l'exploitation forestière (1 617) ha de forêts.